# Ducat de Normandia

Escut del Ducat de Normandia, format per dos lleopards grocs sobre fons vermell

L'origen del Ducat de Normandia l'hem de buscar al tractat de Saint-Clair-sur-Epte, acordat al 911 entre el rei Carles III de França i el cap viking Rol·ló. A canvi de jurar lleialtat al rei, protegir les terres de les invasions d'altres pobles vikings, convertir-se a la fe catòlica i casar-se amb Giselle, filla il·legítima del rei, Rol·ló i els seus "homes del nord" (en llatí Northmannorum) reben el Comtat de Rouen, el Pays de Caux i el Pays de Talou, on els normands posseeixen nombroses colònies. Aquestes terres constitueixen l'Alta Normandia, és a dir, la Normandia més antiga, en contraposició als territoris incorporats posteriorment al ducat, que formen la Baixa Normandia.

## Història del ducat
Inicialment, la capital va ser-ne la ciutat de Rouen. Posteriorment, després de l'expansió del ducat cap a l'oest, la capital va ser traslladada a Caen. El 928 s'hi afegien els comtats d'Évreux, d'Hiémois i de Bessin.
Els anys 931-934, Guillem I de Normandia, fill de Rol·ló, va incorporar-hi els territoris de Cotentin i Avranchin, i al 933 s'incorporaren les Illes Anglonormandes, situades en el canal de la Mànega.
El 1066, Guillem el Conqueridor va derrotar Harold II, rei saxó d'Anglaterra en la batalla de Hastings, i fou coronat rei amb el nom de Guillem I d'Anglaterra.
Després de la conquesta normanda, les relacions polítiques entre els anglonormands i França es complicaren, ja que els primers seguien conservant les seves possessions a Normandia com a vassalls que havien jurat fidelitat al rei de França, però al mateix temps hi tenien una relació d'igualtat, en ser de reis d'Anglaterra.
Així doncs, a la dècada de 1150, amb la creació de l'imperi angeví, els normands controlaven la meitat de França i la totalitat d'Anglaterra, minvant així el poder de França. No obstant això, tècnicament, els normands seguien sent vassalls del rei francès.
Alguns experts consideren que la conquesta normanda va suposar l'estancament cultural i econòmic d'Anglaterra durant gairebé els 150 anys següents, ja que els reis d'Anglaterra van preferir governar des de ciutats com Rouen i van concentrar tot el seu interès en les seves possessions continentals que els resultaven més lucratives. Per contra, uns altres consideren que els ducs reis normands van descuidar els seus territoris continentals, on teòricament havien de seguir retent homenatge als reis de França per, d'aquesta manera, centrar-se en la consolidació de la seva sobirania sobre Anglaterra. L'esforç econòmic i humà emprat en la construcció de catedrals, castells i l'administració dels nous territoris va suposar una certa negligència de les necessitats de Normandia, es guanyà l'antipatia de la noblesa local i afeblí el control normand a les fronteres del territori, mentre que al mateix temps els reis de França continuaven augmentant el seu poder.
El ducat fou governat com una part més del Regne anglonormand fins al 1204, quan Felip II de França va conquerir la seva part continental. Això va provocar una divisió dels normands del continent entre els partidaris de la monarquia francesa i els de la monarquia anglonormanda.
Durant la Guerra dels Cent Anys, els reis d'Anglaterra van intentar recuperar les seves possessions a França.
El 1259, en virtut del tractat de París, la major part del territori va passar a pertànyer a França, però les Illes Anglonormandes situades al canal de la Mànega van continuar formant part de la corona anglesa, llevat de l'illa de Chausey.
El 1789 la Revolució francesa va suposar el final dels drets i privilegis històrics del ducat i, a l'any següent, el territori de Normandia es dividí en cinc departaments.

## Ducs de Normandia
Mentre que els seus predecessors rebien el títol de Jarl dels normands o comte de Rouen, va ser Ricard II qui rebé per primera vegada el títol de duc de Normandia.
El 1204, el ducat fou annexionat a la corona pel rei de França Felip II. Els diferents reis anglesos van continuar pretenent els territoris del ducat fins a la signatura del tractat de París, el 1259. No obstant això, la corona anglesa va continuar dirigint les Illes anglonormandes del canal de la Mànega.
En diverses ocasions, el ducat va ser lliurat a algun membre de la família reial francesa. Felip IV de França el lliurà al seu primogènit, l'hereu al tron Joan II de França, i aquest al seu fill, el futur Carles V de França. Aquest el lliurarà al seu germà Lluís XI, més conegut pel seu títol de duc de Berry. El delfí Lluís Carles, segon fill de Lluís XVI de França, va rebre el reconeixement de duc de Normandia abans de la mort del seu germà primogènit el 1789.

## Llista dels ducs de Normandia
- Rol·ló
- Guillem I de Normandia
- Ricard I de Normandia
- Ricard II de Normandia
- Ricard III de Normandia
- Robert I de Normandia
- Guillem el Conqueridor
- Robert II de Normandia
- Enric d'Anglaterra
- Esteve de Blois
- Matilde de Normandia
- Jofré V d'Anjou (fundador de la dinastia anglesa dels Plantagenet)
- Enric II d'Anglaterra (1133-89)
- Ricard I d'Anglaterra (nascut el 1157- duc des de 1189-1199)
- Joan I d'Anglaterra "Sense Terra" (nascut el 1166, duc des de 1199 fins a 1204)
- Artur d'Anglaterra "El Pòstum" (nascut el 1187, duc des de 1199 fins a 1203)

Des de 1203 i fins a 1417, el ducat passà a mans dels reis de França.
Només va haver-hi durant aquest període un duc de Normandia:
- Joan II de França, duc des de 1332-1350.
- Enric V d'Anglaterra (1387-1422), duc des de 1417-1419.
- Enric VI d'Anglaterra (1421-71), duc des de 1422-50.
- Carles de Valois (1446-1472), duc des de 1465-1466.
- Lluís XVII de França - duc des de 1785-1795.